# Бартон, Марк
Марк О́ррин Ба́ртон (англ. Mark Orrin Barton; 2 апреля 1955 — 29 июля 1999) — американский массовый убийца, который убил 12 и ранил ещё 13 человек 29 июля 1999 года в городе Стокбридж, штат Джорджия.

## Биография
В 1979 г. окончил университет Южной Каролины с дипломом по химии.

## Бойня в офисе
Перестрелки произошли в офисах двух торговых фирм. Бартон был брокером, и его финансовые потери за последнее время составили 105 000$. Это и стало причиной, толкнувшей его на преступление.

## Убийство семьи
В доме Бартона полиция обнаружила тела его жены и двоих детей 10-ти и 12-ти лет. Они были убиты ударами молотка. Дети лежали в кровати, как будто спали. Предположительно, Бартон убил жену 27 июля, а детей — на следующий день. До перестрелки Бартон был подозреваемым в 1993 году в убийстве своей первой жены Деборы Спиви и её матери Элоиз Спиви в штате Алабама. Они были забиты до смерти. Бартон не был обвиняемым по этому делу. Совершив убийство второй жены и детей, он оставил рядом с их телами записку, в которой отрицал свою причастность к убийствам Спиви: «Могут быть общие черты между этими смертями и смертью моей первой жены. Однако, я не убивал её и её мать. Теперь мне нет смысла лгать».

## Самоубийство
Спустя четыре часа после перестрелки, Бартон совершил самоубийство на бензоколонке. Полиция приказала ему остановиться, но он выстрелил в себя.